# Gamat 3000
Gamat 3000 (1999 in Leipzig gegründet) ist ein Deep-House-Musikprojekt, hinter dem die Produzenten Daniel Scholz und Matthias Tanzmann stehen.
Ihr Debüt hatten Gamat 3000 mit der EP Permanent funk auf Steve Bugs Musiklabel Dessous Recordings. Später folgten Veröffentlichungen bei Plattenfirmen wie Moon Harbour Recordings, Lo-Fi Stereo und Freude am Tanzen.

## Diskografie
- 1999: Permanent funk (Dessous rec.)
- 1999: Feeling love  (Freude am Tanzen)
- 1999: Mr. Franklin (Freude am Tanzen)
- 2000: 30 grad im schatten (fm records)
- 2000: now it’s true (for stereography-lo-fi stereo)
- 2000: instant carrier (for stereography-lo-fi stereo)
- 2000: slower movement (Dessous rec.)
- 2000: sunglasses & soda (Dessous rec.)
- 2000: exclusive single sunglasses & soda (Product De Luxe)
- 2000: 2 tracks f. erotic moments in house (Dessous rec.)
- 2000: radio moon (Moon Harbour rec.)
- 2000: remix for marlow-trust in me (Moon Harbour rec.)
- 2001: whispering (Dessous rec.)
- 2001: all seasons (Dessous rec.)
- 2002: remix for phoneheads - shell (INFRACom)
- 2002: all seasons remixes part 1 (Dessous rec.)
- 2002: all seasons remixes part 2 (Dessous rec.)
- 2003: feeling love remixes | (Freude am Tanzen)
- 2003: remix for david panda sister supreme (Dessous rec.)
- 2005: flashback (Moon Harbour rec.)